# Eleccions generals espanyoles de 1886

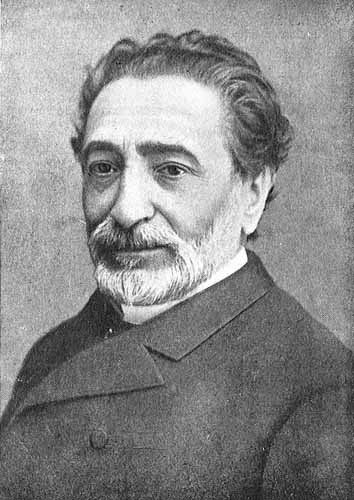
El liberal Sagasta, cap de govern després de les eleccions

Les eleccions generals espanyoles de 1886 foren convocades el 4 d'abril de 1886 sota sufragi censatari. La seva base legal va ser la Constitució espanyola de 1876, vigent fins a 1923 en el règim conegut com a Restauració borbònica a Espanya.
En total foren escollits 401 diputats, endemés dels 15 de Puerto Rico i 24 de Cuba. Foren les primeres eleccions després de la mort del rei Alfons XII durant la regència de Maria Cristina d'Habsburg-Lorena, en la que es va consagrar el sistema de torn polític de partits conservador i liberal. Fou la legislatura més llarga de la història d'Espanya (quatre anys i set mesos).
Vencé per majoria el Partit Liberal, dirigit per Práxedes Mateo Sagasta. Pel que fa als republicans, es presentaren dividits entre progressistes, possibilistes i liberals, obtenint poc més de 20 escons tots plegats.
Fou elegit president del Congrés el progressista Cristino Martos Balbi, i com a president del Senat José Gutiérrez de la Concha, marquès de l'Havana. El cap de govern fou Antonio Cánovas del Castillo.
Com va passar a totes les eleccions durant la restauració borbònica a Espanya, el resultat va estar determinat per endavant («encasellat») gràcies al frau electoral sistemàtic portat a terme per la xarxa caciquil estesa per tot el territori. En aquestes eleccions, com a la resta, el govern que les convocava les guanyava, ja que en el règim polític de la Restauració els governs canviaven abans de les eleccions i no després com passava en els règims parlamentaris no fraudulents.

## Composició de la Cambra
| ← Eleccions generals espanyoles, 4 d'abril de 1886 → |        |                                         |
| Partit                                               | Escons | Líder                                   |
| Partit Liberal                                       | 268    | Práxedes Mateo Sagasta                  |
| Partit Liberal Conservador                           | 83     | Antonio Cánovas del Castillo            |
| Partit Republicà Progressista                        | 12     | Manuel Ruiz Zorrilla i Nicolás Salmerón |
| Partit Demòcrata Possibilista                        | 10     | Emilio Castelar                         |
| Partit Liberal Reformista                            | 10     | Francisco Romero Robledo                |
| Izquierda Dinástica                                  | 10     | José López Domínguez                    |
| Partit Republicà Democràtic Federal                  | 1      | Francesc Pi i Margall                   |
| Carlins independents                                 | 1      | Baró de Sangarrén                       |

## Resultats per circumscripcions

### Catalunya
- Barcelona
  - Víctor Balaguer i Cirera (liberal)
  - Francesc de Paula de Borbó i Castellví
  - Josep Bosch i Serrahima
  - Josep Collaso i Gil (liberal)
  - Pere Cort i Gisbert (liberal)
  - Ignasi Maria Despujol i Chaves, marquès de la Palmerola (Conservador)
  - Camil Fabra i Fontanills, marquès d'Alella (liberal)
  - Antoni Ferratges de Mesa i Ballester (liberal)
  - Joaquim Ferratges de Mesa i Ballester (liberal)
  - Josep Gassol i Martin
  - Bartomeu Godó i Pié (liberal)
  - Joan Maluquer i Viladot (Conservador)
  - Frederic Marcet i Vidal (Conservador)
  - Joaquim Marin i Carbonell (Conservador)
  - Antonio López Muñoz (liberal)
  - Frederic Nicolau i Condeminas (Conservador)
  - Enrique de Orozco y de la Puente (liberal)
  - Josep Ramoneda i Nonés (liberal)
  - Ramon de Rocafort i Casamitjana (Conservador)
  - Joan Rosell i Rubert (Liberal)
  - Salvador de Samà i Torrents (Liberal)
  - Lluís Soler i Pla (Liberal)
  - Francisco Toda y Tortosa (Liberal)
  - Josep Vilaseca i Mogas (Conservador)
- Girona
  - José Álvarez Mariño (Conservador)
  - Albert Camps i Armet (Conservador)
  - Joaquim Escrivà de Romaní i Fernández de Córdoba, marquès de Monistrol (Conservador)
  - Joan Fabra i Floreta (Liberal)
  - Miguel de la Guardia y Corencia
  - José Joaquín Herrero y Sánchez (Liberal)
  - Fèlix Macià i Bonaplata (Liberal)
  - Josep d'Oriola i Cortada (Conservador)
  - Josep Maria Pallejà i de Bassa (Liberal)
  - Albert de Quintana i Combis (Liberal)
  - Tomàs Roger i Larrosa (Conservador)
  - Pere Antoni Torres i Jordi (Liberal)
- Lleida
  - Miquel Agelet i Besa (Liberal)
  - Vicente Alonso-Martínez y Martín (Liberal)
  - Manuel de Azcárraga Palmero (Liberal)
  - Isidre Boixader i Solana (Liberal)
  - Rafael Cabezas Montemayor (Conservador)
  - Adolfo Calzado y Sanjurjo (Partit Demòcrata Possibilista)
  - Luis de León y Cataumber, duc de Dénia (Liberal)
  - Enrique de Luque y Alcalde (Liberal)
  - Francisco Martínez Brau (Liberal)
- Tarragona
  - Gabriel Ballester i Boada (Liberal)
  - Joan Cañellas i Tomàs (Liberal)
  - Carlos Groizard Coronado (Liberal)
  - Federico Loygorri de la Torre (Liberal)
  - Jerónimo Marín Luis (Conservador)
  - Frederic Pons i Montells (Liberal)
  - Marià Rius i Montaner, comte de Rius (Liberal)
  - Augusto Kobbe Calves (Liberal)

### Illes Balears
- Josep Cotoner Allendesalazar, comte de Sallent (Conservador)
- Joaquim Fiol i Pujol (Partit Demòcrata Possibilista)
- Cipriano Garijo y Aljama (Liberal)
- Antoni Maura i Montaner, comte de Sallent (Conservador)
- Rafael Prieto i Caules (Republicà)
- Pasqual Ribot Pellicer (Liberal)
- Miquel Socias Caimari (Liberal)

### País Valencià
- Alacant
  - Federico Arredondo y Ramírez de Arellano (Liberal)
  - Enrique Arroyo y Rodríguez (Liberal)
  - Federico Bas Moró (Conservador)
  - Justo Tomás Delgado Bayo (Liberal)
  - Enrique Bushell y Laussat (Liberal)
  - Mariano González Dueñas (Liberal)
  - José de Granda González (Liberal)
  - Eleuterio Maisonnave Cutayar (Partit Republicà Possibilista)
  - Eduardo Romero Paz (Liberal)
  - Trinitario Ruiz Capdepón (Liberal)
  - Trinitario Ruiz Valarino (Liberal)
  - Adrián Viudes Girón, marquès de Río Florido (Liberal)
- Castelló
  - Cristóbal Aicart Moya (Liberal)
  - Jerónimo Antón Ramírez (Liberal)
  - José Arrando Ballester (Liberal)
  - Bernardo de Frau y Mesa (Liberal)
  - Eduardo García Onativia (Liberal)
  - Juan Muñoz Vargas (Liberal)
  - Juan Navarro Reverter (Conservador)
  - Emilio Sánchez Pastor (Liberal)
- València
  - Ciril Amorós i Pastor (Conservador)
  - Eduardo Atard Llobell (Conservador)
  - Rosario Camilleri Claver (Conservador)
  - Vicente Chapa Olmos (Liberal)
  - Máximo Chulvi Ruiz y Belvis (Conservador)
  - Manuel Danvila y Collado (Conservador)
  - Pasqual Dasí i Puigmoltó, comte de Bétera (Conservador)
  - Amalio Gimeno Cabañas (Liberal)
  - Marcial González de la Fuente (Liberal)
  - Sinibaldo Gutiérrez Mas (Liberal)
  - José Iranzo Presencia (Liberal)
  - Francisco de Laiglesia y Auset (Conservador)
  - Julián López Chávarri (Liberal)
  - José Manteca Oria (Liberal)
  - Cristino Martos Balbi (Liberal)
  - Luis Meliana Garrigues
  - Francisco de Asís Pacheco Montoro (Liberal)
  - Cayetano Pineda Santa Cruz (Liberal)
  - Julián Settier Aguilar
  - Carlos Testor Pascual (Liberal)